# Etela
Etela je ženské křestní jméno staroanglického původu znamenající noblesní. Je utvořena ze slova æthel (též aethel). V anglosaských dobách to byla zkrácenina jmen Ethelbert a Etheldreda. Též může pocházet z germánského jména Odal, které znamená ušlechtilá, urozená.

## Nositelky jména Etela
- Etela Farkašová – slovenská spisovatelka
- Etela Hergeselová – slovenská politička

## Nositelky jména Ethel
- Ethel Percy Andrus – zakladatelka Amerického sdružení osob v důchodu
- Ethel Barrymore – americká divadelní a filmová herečka
- Ethel Catherwood – atletka
- Ethel Clayton – americká herečka z němých filmů
- Ethel Hays – americká kreslířka a ilustrátorka dětských knih
- Ethel Skakel Kennedy – vdova po Robertu F. Kennedym
- Ethel MacDonald – skotská anarchistka a aktivistka
- Ethel L. Payne – afroamerická novinářka
- Ethel Roosevelt Derby – mladší dcera presidenta Theodora Roosevelta
- Julius a Ethel Rosenbergovi – vyšetřováni pro špionáž
- Ethel Schwabacher – americká abstraktní malířka
- Ethel Shannon – americká herečka z němých filmů
- Ethel Smith – varhanice
- Ethel Smyth – anglická skladatelka a velitelka hnutí sufražetek
- Ethel Turner – australská spisovatelka pro děti
- Ethel Lilian Voynich – anglická spisovatelka a muzikantka
- Ethel Waters – americká bluesová a jazzová vokalistka a herečka

## Fiktivní nositelky
- „Big“ Ethel Muggs – z Archieho komiksů
- Ethel Mertz – z televizního seriálu I Love Lucy
- Ethel Skinner – z britské soap opery EastEnders
- Ethel Svatoušek – z britské knihy a seriálu Čarodějnice školou povinné napsané Jillem Murphym